# سانتوس امادور
سانتوس امادور (بالإسبانية: Santos Amador) (6 أبريل 1982 بسانتا كروز دي لا سييرا في بوليفيا - ) هو مدرب كرة قدم ولاعب كرة قدم بوليفي في مركز الدفاع. شارك مع منتخب بوليفيا لكرة القدم. أما مع النوادي، فقد لعب مع ذي سترونغيست ونادي خورخي ويلسترمان ونادي ديبورتيفو سان خوسي ونادي ريال بوتوسي ونادي غوبيارا وناسيونال بوتوسي.

## وصلات خارجية
- سانتوس امادور على موقع إي إس بي إن إف سي (الإنجليزية)
- سانتوس امادور على موقع قاعدة بيانات كرة القدم.إي يو (الإنجليزية)
- سانتوس امادور على موقع ناشيونال فوتبول تيمز (الإنجليزية)